# Wydział Reżyserii Dramatu Akademii Sztuk Teatralnych im. Stanisława Wyspiańskiego w Krakowie
Wydział Reżyserii Dramatu Akademii Sztuk Teatralnych im. Stanisława Wyspiańskiego – jeden z pięciu wydziałów Akademii Sztuk Teatralnych im. Stanisława Wyspiańskiego w Krakowie. Jego siedziba znajduje się przy ul. Straszewskiego 22 w Krakowie.

## Kierunki studiów
- reżyseria[1]

## Władze
Kadencja 2024–2028:
- Dziekan: dr hab. Remigiusz Brzyk, prof. AST
- Prodziekan: mgr Martyna Wawrzyniak